# Europapa
Europapa – singiel niderlandzkiego piosenkarza Joosta Kleina, wydany niezależnie 29 lutego 2024.
Kompozycja reprezentowała Holandię w 68. Konkursie Piosenki Eurowizji (2024), lecz została zdyskwalifikowana przed finałem, co spotkało się z kontrowersyjnym odbiorem widzów i fanów konkursu.

## Powstanie utworu i historia wydania
Utwór skomponowali i napisali Joost Klein, Donny Ellerström, Thijmen Melissant, Tim Haars, Dylan van Dael oraz DJ Paul Elstak i Teun de Kruif, którzy odpowiadają również za produkcję. Jego instrumental nawiązuje do kultury gabber z lat 90. XX wieku, a jego styl to mieszanka gabber popu, nederpopu i eurodance. Został on opisany przez redaktora De Standaard Juliana Schaapa jako mainstreamowy utwór zaczerpnięty z fenomenu hakken – charakterystycznego tańca do muzyki hardcore, charakteryzującego się szybką pracą nóg i rytmicznymi ruchami, powstałego w latach 90. w Rotterdamie. Styl piosenki inspirowany jest twórczością 2 Unlimited i Vengaboys. Singel składa się z dwóch części: samego utworu oraz outro, w którym Klein zwraca się bezpośrednio do ojca przy akompaniamencie fortepianu i smyczków – zakończenie wydano osobno od samej piosenki. W utworze pojawia się sampel Tima Haarsa z jego wcielenia w rolę Gerrie van Bovena w holenderskim serialu telewizyjnym New Kids.
Piosenka jest odą zarówno dla Europy, jak i dla rodziców Kleina, których stracił w młodym wieku. Opowiada ona o sierocie podróżującej po Europie w celu odkrycia samego siebie i opowiedzenia swojej historii, a w jej trakcie wspomniane są różne europejskie kraje i miasta oraz korzyści płynące z istnienia strefy Schengen – obszaru 26 państw europejskich bez wzajemnych kontroli granicznych. W outro wspomniano o przekonaniu, że świat nie ma granic, które wyznawał ojciec piosenkarza i projektował na syna. Podczas premiery utworu, która miała miejsce 29 lutego 2024 podczas specjalnego wydania programu De Avondshow met Arjen Lubach w NPO 1, Klein opisał utwór jako „list do taty”, dodając później, że chciał wyrazić swoje uczucia na poważne tematy zachowując skoczny wydźwięk utworu, przywołując singel „Papaoutai” Stromae’a, który mimo wesołego brzmienia opowiada o dziecku wychowywanym bez obecności ojca.
Utwór zinterpretowano również jako manifest wizji integracji europejskiej w sytuacji po wyborach parlamentarnych w Holandii w 2023 r., w których najwięcej głosów otrzymała eurosceptyczna Partia Wolności, z niektórymi prawicowymi politykami nazywającymi go „proeuropejską propagandą”.
W dniu premiery piosenkę przesłuchano ponad pół miliona razy w platformie Spotify, a ilość odtworzeń podwoiła się do następnego wieczoru, dzięki czemu stała się ona najczęściej odtwarzanym utworem w przeciągu 24 godzin w historii operowania platformy w Holandii, pobijając rekord ustanowiony przez „Arcade” Duncana Laurence’a po jego zwycięstwie w 64. Konkursie Piosenki Eurowizji (2019). Znalazła się ona również na globalnym dziennym notowaniu Spotify.
Utwór po raz pierwszy wykonano na żywo 14 marca w lokalu 013 w Tilburgu.

## Teledysk
Do piosenki został zrealizowany teledysk, za którego reżyserię odpowiada Véras Fawaz. Premiera klipu odbyła się 29 lutego 2024 na kanale „Eurovision Song Contest” w serwisie YouTube. Fragmenty wideo zostały nagrane na tle wiatraka w wiosce Etersheim w prowincji Holandia Północna. Przedstawioną w nim postać młodego Kleina zagrał dziewięcioletni Raaf z Tilburga. W teledysku pojawiła się również S10, reprezentantka Holandii w 66. Konkursie Piosenki Eurowizji (2022).
Na potrzeby klipu Klein zaprojektował garnitur w kolorze International Klein Blue (#002FA7). Ten garnitur założył także na premierze piosenki w NPO 1 oraz zapowiedział, że będzie go nosił podczas swojego występu w Konkursie Piosenki Eurowizji.
W ciągu pięciu godzin od premiery klip wideo obejrzano milion razy w serwisie YouTube, dzięki czemu zajął on pierwsze miejsce wśród najpopularniejszych filmów w Belgii i Holandii.

## Konkurs Piosenki Eurowizji

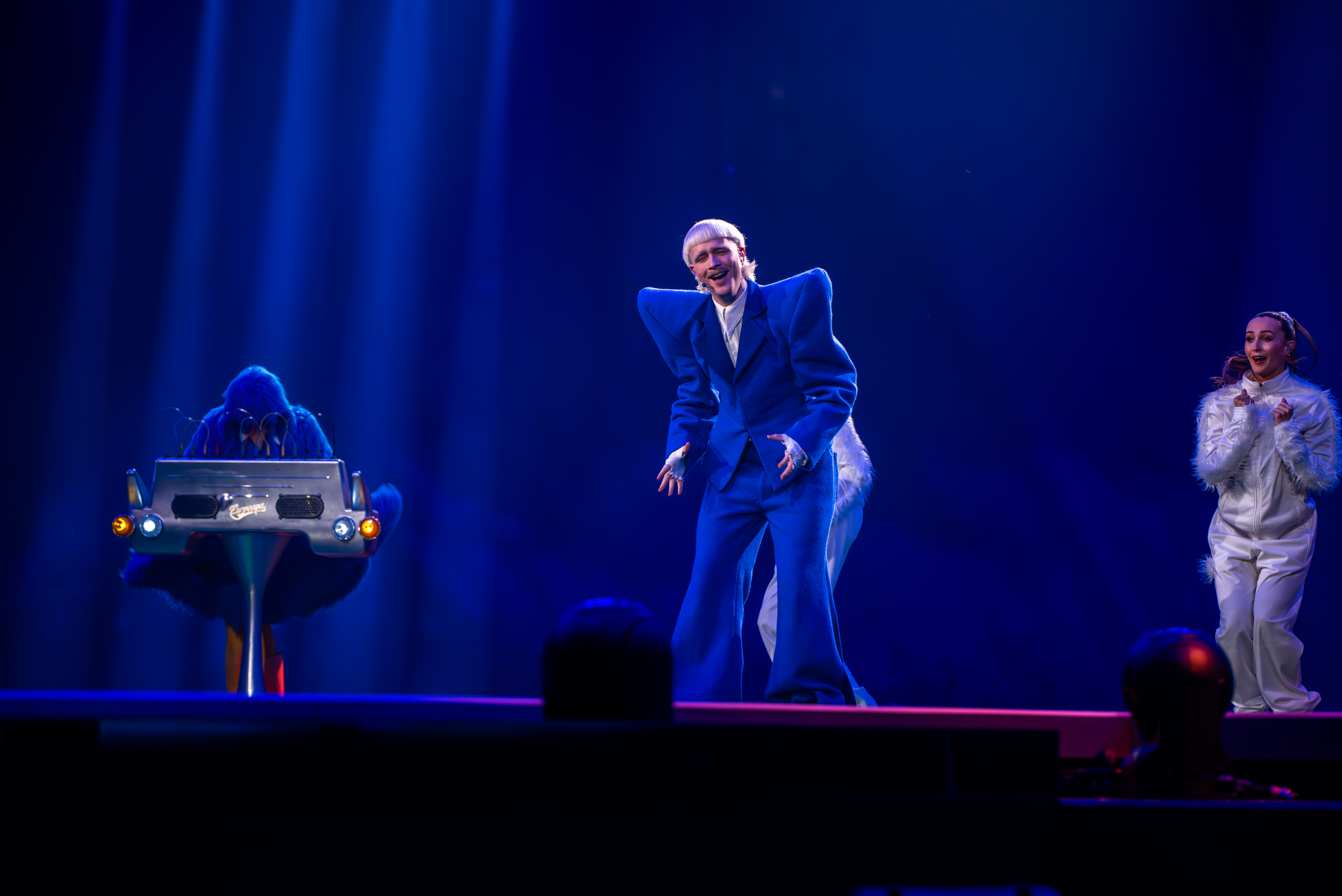
Joost Klein podczas swojego występu w drugim półfinale 68. Konkursu Piosenki Eurowizji w Malmö (2024)

Klein został wybrany do reprezentowania Holandii w 68. Konkursie Piosenki Eurowizji spośród pięciu artystów zakwalifikowanych do finału wewnętrznych selekcji, w których znalazła się m.in. Ilse DeLange, reprezentantka kraju w konkursie w 2014 jako członkini duetu muzycznego The Common Linnets, kilka miesięcy po tym, gdy wyraził zainteresowanie udziałem w konkursie z Donniem, mówiąc, że „udział w konkursie to jego największe marzenie”.
Piosenka została zaprezentowana podczas drugiego półfinału i awansowała do finału, lecz w dzień finału 11 maja, kraj został zdyskwalifikowany z udziału w konkursie oraz potwierdzono, że dyskwalifikacja Kleina dotyczy „nieodpowiedniego zachowania” z jego strony wobec pracownicy. Holenderska telewizja AVROTROS tego samego dnia opublikowała swoje oficjalne oświadczenie, w którym wytłumaczyła, że artysta wykonał grożący gest w stronę dziennikarki, która nie przestała nagrywać go mimo jego próśb, jednak nie doszło do fizycznej konfrontacji. Za scenografię występu Kleina odpowiadał Gover Meit.

## Lista utworów
| Digital download / media strumieniowe – oryginalne wydanie | Digital download / media strumieniowe – oryginalne wydanie | Digital download / media strumieniowe – oryginalne wydanie |
| Nr                                                         | Tytuł utworu                                               | Długość                                                    |
| ---------------------------------------------------------- | ---------------------------------------------------------- | ---------------------------------------------------------- |
| 1.                                                         | „Europapa”                                                 | 2:40                                                       |
| 2.                                                         | „Europapa” (Outro)                                         | 1:07                                                       |
|                                                            |                                                            | 3:47                                                       |

| Digital download / media strumieniowe – Europapa: Greatest Hits | Digital download / media strumieniowe – Europapa: Greatest Hits | Digital download / media strumieniowe – Europapa: Greatest Hits |
| Nr                                                              | Tytuł utworu                                                    | Długość                                                         |
| --------------------------------------------------------------- | --------------------------------------------------------------- | --------------------------------------------------------------- |
| 1.                                                              | „Europapa”                                                      | 2:40                                                            |
| 2.                                                              | „Europapa” (Official remix)                                     | 1:48                                                            |
| 3.                                                              | „Europapa” (Used remix)                                         | 2:26                                                            |
| 4.                                                              | „Europapa” (DJ Paul Elstak remix)                               | 3:01                                                            |
| 5.                                                              | „Europapa” (przyspieszone)                                      | 2:02                                                            |
| 6.                                                              | „Europapa” (ringtone)                                           | 0:57                                                            |
|                                                                 |                                                                 | 12:54                                                           |

## Pozycje na listach
| Kraj      | Notowanie (2024)              | Najwyższa pozycja |
| --------- | ----------------------------- | ----------------- |
| Belgia    | Ultratop 50 Singles (Walonia) | 1                 |
| Holandia  | Dutch Top 40                  | 1                 |
| Holandia  | Single Top 100                | 1                 |
| Litwa     | Singlų Top 100                | 1                 |
| Polska    | OLiS – single w streamie      | 14                |
| Finlandia | Suomen virallinen lista       | 2                 |
| Chorwacja | Billboard                     | 3                 |

## Certyfikaty i sprzedaż
| Kraj            | Certyfikat         | Sprzedaż |
| --------------- | ------------------ | -------- |
| Belgia (BEA)    | 5× platynowa płyta | 200 000+ |
| Holandia (NVPI) | złota płyta        | 46 500+  |
| Polska (ZPAV)   | złota płyta        | 25 000+  |